# Somos tú y yo
Somos tú y yo est une série télévisée vénézuélienne réalisée par Eduardo Antonio Pérez  et coproduite par T.M Productions, Boomerang et Venevisión, diffusée entre le 27 juin 2007 et le 15 décembre 2009.

## Synopsis
Somos tú y yo tourne autour des étudiants de "The Academy" à Caracas, une école des arts de la scène, des ambitions, des talents et des relations. Le cœur de l’histoire est le premier amour, et les téléspectateurs suivent l’amour naissant des jeunes chanteurs Victor et Sheryl, dont l’amitié se transforme en véritable amour au milieu de nombreux revers. Une riche variété de personnages complémentaires apportant également une énergie explosive, un humour frais et inoubliable, cette série pour adolescents destinée à devenir un hit international.

## Fiche technique
- Titre original et français: Somos tú y yo
- Création : Vladimir Pérez
- Réalisation : Norma Jiménez Montealegre, Miguel Ángel Medina, Naylis Sánchez (saison 1, épisodes 61 à 80)
- Scénario : María Andreína González, Eduardo Antonio Pérez
- Production : Rock Díaz, María Beatriz Padrón ; Vladimir Pérez (exécutifs)
- Société(s) de production : T.M Productions, Turner Broadcasting System, Venevisión International Productions et Boomerang Latin America
- Société(s) de distribution : Boomerang
- Pays d’origine :  Venezuela
- Langue originale : espagnol
- Format : couleur — format HD — 1,66:1 — son numérique
- Genre : drame, romance, musique
- Nombre d'épisodes : 161 (2 saisons)
- Genre de série : mixte
- Durée : 45 minutes voire 50 min
- Dates de première diffusion :
  -  Venezuela /  Argentine /  Colombie /  Venezuela /  Mexique : 27 juin 2007
  -  Italie /  Espagne /  Roumanie : 15 janvier 2008
  -  Philippines 15 janvier 2008
  -  Brésil 15 janvier 2008
- Classification : tous publics

## Distribution

### Acteurs principaux
- Sheryl Rubio : Sheryl Sánchez
- Víctor Drija : Victor Rodriguez
- Rosmeri Marval : Rosmery Rivas
- Arán de las Casas : Arán Gutiérrez
- Oriana Ramirez : Oriana
- Hendrick Bages : Hendrick Welles
- Jorge Torres : Jorge Gómez
- Kelly Dúran : Kelly Mendoza
- Rosangélica Piscitelli : como Rosángela Rojas
- Gustavo Elis : Gustavo "Tavo"
- Paola Galué : Paola "Pau"
- Yuvanna Montalvo : como Yuvanna
- Gabriel Coronel : Gabriel Velázquez
- Alexandra Mey : Claudia Sánchez
- Luciano Muguerza : como Luciano
- Ricardo Páez : Ricardo "Ricky" José
- Alejandro Mogollón : Alejandro
- Vanessa Suárez : Vanessa Mejías

### Acteurs récurrents
- María Gabriela Hernández : María Gabriela Gonzalez
- Yelitza Méndes : Yelitza
- Arianny Moreno : Arianny
- Mandi Meza : Mandi
- Ana Karina Currucullo : Ana Karina / Quintero
- Gabriel Tarantini : Andrés
- Barbara Di Flaviano : Barbara
- Nicolás Pérez : Nicolás Gómez
- Alfredo Lovera : Alfredo
- Juan Carlos Denis : Juan Carlos
- Nathaly Acedo : Nathaly
- Adriana Prieto : Adriana

## Production
La série était la première co-production entre Venevisión et Boomerang. La production de la série a débuté fin 2006.  Le tournage a commencé au début de 2007, au début de la production que les producteurs avaient planifiée de lancer une saison de 13 épisodes sur les ondes. Mais après sa création le 25 juin 2007 au Venezuela et après avoir constaté le taux élevé d’audience obtenu par la série, les producteurs de Boomerang et de Venevisión ont décidé de donner le feu vert à une saison complète de 63 chapitres et ont confirmé le renouvellement du programme. La deuxième saison est sortie le 25 juillet 2008, avec des critiques généralement positives et de bons résultats auprès du public. La série a été initialement publiée le 25 juin 2007 au Venezuela et créée le 15 janvier 2008 par le réseau Boomerang en Amérique latine et dans certains pays d'Europe, d'Asie et du Moyen-Orient,. Le succès de la série a été tel qu'il a eu sa propre adaptation en Indonésie, en Malaisie et au Mexique. La série a été entièrement tournée en format haute définition.
En 2009, les producteurs ont commencé à travailler sur une spin-off, Somos tú y yo: Un nouveau jour et est également basée sur le film américain Grease, qui se déroule dans les années 1950,. La série est sortie le 17 août 2009.  Les auteurs de la série ont conservé certains aspects de l'histoire originale, à l'exception de l'argument selon lequel elle aurait été modifiée. Les producteurs ont décidé de garder Sheryl Rubio et Víctor Drija dans les rôles principaux. L'actrice vénézuélienne Rosmeri Marval n'est plus le méchant, la série est sortie le 17 août 2009, basée sur le film américain Grease, et après la production de Somos tú y yo, un nuevo día, producteurs de la série, a révélé qu'une nouvelle spin-off, NPS: No puede ser, la deuxième spin-off de la série, mettant en vedette Sheryl Rubio, Rosmeri Marval et Hendrick Bages, en remplacement de l'acteur Víctor Drija. La série marque la clôture du programme.
L'actrice Sheryl Rubio a été choisie après avoir participé à l'audition.  Le casting de la série a duré six mois au cours desquels la protagoniste a dû montrer ses talents de chanteuse, de danseuse et d'interprète, et l'actrice a avoué qu'elle a choisi de participer à la série, n'avait jamais pris de cours de théâtre, mais avait joué de petits rôles à la télévision. L'acteur Víctor Drija a participé à l'audition sur invitation de Boomerang. L'actrice Rosmeri Marval a été découverte par les producteurs de la série lors d'une audition dans son académie de danse à Los Teques où elle était étudiante. Arán de las Casas a été confirmé dans le casting principal, après l'annonce des protagonistes. Tous les acteurs de la série ont été choisis par les auditions réalisées par les producteurs. Au cours de la deuxième saison, les producteurs de Venevisión et de Boomerang ont organisé une audition ouverte au public afin de choisir de nouveaux acteurs. L'actrice et chanteuse Paola Galué est apparue dans le casting libre pour la deuxième saison et a été choisie par les producteurs parmi plusieurs actrices.

## Diffusion internationale
| Pays | Chaîne                                                  | Titre         |
| --- | ------------------------------------------------------- | ------------- |
| Venezuela | Venevisión Boomerang Latin America                      | Somos tú y yo |
| Argentine Belize Bolivie Chili Colombie Costa Rica Équateur Guatemala Honduras Mexique Nicaragua Panama Paraguay Pérou République dominicaine Salvador Suriname Uruguay Venezuela | Boomerang Latin America                                 | Somos tú y yo |
| États-Unis | Univision TeleFutura Boomerang Netflix                  | Somos tú y yo |
| Équateur | TC Televisión Boomerang Latin America                   | Somos tú y yo |
| Colombie | Caracol Televisión Telepacífico Boomerang Latin America | Somos tú y yo |
| République dominicaine | Antena Latina Boomerang Latin America                   | Somos tú y yo |
| Mexique | XHPTP-TV Boomerang Latin America                        | Somos tú y yo |
| Salvador | TCS Canal 6 Boomerang Latin America                     | Somos tú y yo |
| Panama | Tele 7 Telemix Boomerang Latin America                  | Somos tú y yo |
| Costa Rica | Repretel 6 Repretel 11                                  | Somos tú y yo |
| Guatemala | Tele 11 Canal 3                                         | Somos tú y yo |
| Porto Rico | Univision Porto Rico                                    | Somos tú y yo |
| Philippines | GMA Network Boomerang Southeast Asian                   | Ikaw ug Ako   |
| Italie | Rai                                                     | Somos tú y yo |